# Степне сільське поселення (Забайкальський район)
Степне́ сільське поселення (рос. Степное сельское поселение) — сільське поселення у складі Забайкальського району Забайкальського краю Росії.
Адміністративний центр та єдиний населений пункт — селище Степний.

## Населення
Населення сільського поселення становить 415 осіб (2019; 559 у 2010, 758 у 2002).